# Le Barbier de Sibérie
Pour plus de détails, voir Fiche technique et Distribution.
Le Barbier de Sibérie (en russe : Сибирский цирюльник, transcrit Sibirski tsiryulnik) est un film russe réalisé par Nikita Mikhalkov, sorti en 1998.
Le film se déroule en 1885. Un inventeur fou imagine une machine à déboiser qui faciliterait l'exploitation des immenses forêts de Sibérie. Pour obtenir l'approbation du tsar Alexandre III, l'inventeur utilise le charme d'une jeune femme, qui doit approcher un général, commandant l'école des cadets de l'armée russe et membre de la commission technique qui pourrait faire accepter le projet. C'est le début d'une terrible histoire d'amour et de déportation sur fond de mise en scène des Noces de Figaro, de Mozart, « un grand compositeur ».

## Synopsis
En 1905, Jane Callaghan écrit une lettre à son fils, élève dans une école militaire américaine et lui révèle les circonstances de sa naissance. 
En 1885, Jane voyage en Russie. Elle travaille pour l'ingénieur Douglas McCraken, inventeur monomaniaque qui cherche à vendre aux Russes une machine à déboiser qu’il a baptisée le « barbier de Sibérie ». Jane doit se faire passer pour sa fille avec pour mission de séduire autorités et futurs clients. 
Lors de son voyage, elle fait la connaissance d’un jeune militaire, le cadet Andreï Tolstoï, passionné de musique. Au fur et à mesure de leurs rencontres, parfois fortuites, ils tombent amoureux. Mais Jane doit, pour sa mission, séduire le général Radlov afin d'atteindre le grand-duc, qui pourra financer la fin de la construction de la machine. Elle parvient à ses fins : le général s’éprend de la jeune Américaine.
Par un malheureux hasard, il charge Tolstoï de lire à Jane sa demande en mariage, mais le jeune homme, éperdument amoureux, ne peut accomplir sa tâche et avoue ses sentiments à la jeune femme, s'attirant alors les foudres de son général. Frôlant le déshonneur militaire, il rentre finalement chez lui pour une journée de permission, avec l'intention de se suicider ; mais la visite impromptue de Jane l'en dissuade : elle lui déclare à son tour son amour. Ils passent ensemble une nuit passionnée. L'avenir semble ouvert.
Mais lors de la représentation de Le nozze di Figaro, l'opéra de Mozart dans lequel il interprète Figaro, Andreï surprend une conversation entre Jane et le général Radlov où, jouant double jeu pour parvenir à ses fins, Jane nie tout sentiment pour le jeune cadet. Désespéré, jaloux, celui-ci attaque le général en pleine représentation. Le général Radlov fait passer cela pour un attentat contre le grand-duc qui assistait à la représentation, falsifiant les faits afin d'apparaître comme le sauveur du grand-duc. 
Le cadet Tolstoï est envoyé en prison et déporté en Sibérie, condamné pour une dizaine d'années, laissant Jane enceinte qui n'a pas pu lui parler depuis leur nuit d'amour. Elle le recherche pendant des années et finit dix ans plus tard par tomber sur la maison d'Andreï, dans laquelle elle comprendra — peut-être à tort — qu’il est trop tard pour le récupérer.

## Fiche technique
- Scénario : Nikita Mikhalkov, Roustam Ibraguimbekov, Rospo Pallenberg
- Production : António da Cunha Telles (Portugal), Oldrich Mach (Prague), Nikita Mikhalkov, Michel Seydoux, Leonid Verechtchaguine (ru) pour Three T Productions, Caméra One, France 2 Cinéma, Medusa Produzione, Barrandov Biografia, Goskino, Eurimages, Canal+
- Musique : Edouard Artemiev
- Photographie : Pavel Lebechev (ru)
- Durée : 180 min / en Russie : 275 min (version TV)
- Budget : 35 000 000 $
- Pays :  Russie /  France /  Italie /  République tchèque
- Langue : russe / anglais / français / allemand
- Couleur
- Aspect Ratio : 2.35 : 1
- Son : Dolby Digital
- Dates de sortie : 
  -  Russie : 30 octobre 1998 (première), puis 20 février 1999
  -  Belgique et  France : 12 mai 1999
  -  Italie : 14 mai 1999
  -  République tchèque : 20 janvier 2000
- Classification :
  - France : U
  - Suisse : 12 (canton de Genève) -12 (canton de Vaud)

## Distribution
- Julia Ormond : Jane Callahan
- Richard Harris : Douglas McCraken
- Oleg Menchikov : André Tolstoï
- Alexeï Petrenko : Général Radlov
- Marina Neïolova : mère d'André Tolstoï
- Vladimir Ilyine : capitaine Mokine
- Daniel Olbrychski : Kopnovsky
- Anna Mikhalkova : Douniacha
- Marat Bacharov : Polievsky
- Nikita Tatarenkov : Alibekov
- Artiom Mikhalkov : Boutourline
- Yegor Dronov : Cadet Nazarov
- Avangard Leontiev : oncle d'André
- Robert Hardy : Forsten
- Elizabeth Spriggs : Perepiolkina
- Viktor Verjbitski : l'aide de camp du grand-duc
- Evgueni Steblov : le grand-duc
- Nikita Mikhalkov : le tsar Alexandre III
- Isabelle Renauld : la tsarine
- Mac McDonald : Sergeant 'Mad Dog' O'Leary

## Récompenses
- Primé à la Guilde des critiques de cinéma russe de 1999 d'un Ariès d'or pour le meilleur second rôle décerné à Vladimir Iline.